# Церковь Святого Петра (Цюрих)
Церковь Святого Петра (нем. Kirche St. Peter) — старейшая церковь Цюриха.

## История
В ходе археологических раскопок удалось обнаружить раннюю церковь, датированную примерно VIII—IX веком. Это здание было заменено новой романской церковью примерно в 1000 году. Она же, в свою очередь, сменилась в 1230 году на позднероманское строение, часть которого и сохранилась до наших дней.
Рудольф Брун — первый независимый мэр города, был похоронен здесь в 1360 году.
Неф был перестроен в 1460 году в готическом стиле.
Современное здание было освящено в 1706 году как первая церковь, построенная при протестантизме.
Вплоть до 1911 года башня использовалась в качестве сигнальной башни при пожаре.
С 1970 по 1975 год проводились реставрационные работы.
На данный момент сама башня принадлежит городу, а неф — приходу Святого Петра Швейцарской реформистской церкви.